# Jimmy Bermingham
Jimmy Bermingham est un footballeur international irlandais. Il joue dans les années 1920-1930 dans le club dublinois Bohemian Football Club et est international à une reprise.

## Carrière

### En club
Les seules sources connues sur Jimmy Bermingham le signalent jouant attaquant au Brooklyn FC puis au Bohemian Football Club. Avec ce club il dispute le championnat d'Irlande qu'il remporte à deux reprises, en 1927-1928 et 1929-1930. Lors de la saison 1927-1928, il remporte d'ailleurs toutes les compétitions qu'il dispute avec son club : le championnat, la coupe d'Irlande, le Shield et la Leinster Cup. Lors de la saison 1927-1926 il est le meilleur buteur du club avec 23 buts marqués toutes compétitions confondues.
On ne sait rien du reste de sa vie.

### En équipe nationale
Jimmy Bermingham compte une sélection en équipe nationale. Il représente alors l'État Libre d'Irlande. Cette sélection a lieu le 24 avril 1929, à l'occasion d'une rencontre amicale contre la Belgique au Dalymount Park devant 15 000 spectateurs. L'Irlande l'emporte pour l'occasion 4 buts à 0 avec un triplé de John Joe Flood.

## Palmarès
Avec les Bohemians
- Championnat d'Irlande
  - Vainqueur en 1927-1928 et 1929-1930
- Coupe d'Irlande
  - Vainqueur en 1927-1928
- Shield
  - Vainqueur en 1928 et 1929